# Nakamura-ku (Nagoja)
Nakamura (japonsky: 中村区, Nakamura-ku), dříve vesnice, nyní je čtvrtí města Nagoja v prefektuře Aiči. Její historický význam spočívá v tom, že je uváděna jako místo narození Hidejošiho Tojotomi, jednoho ze tří sjednotitelů Japonska. Rovněž byla místem narození významného daimjó období Sengoku Kijomasy Kató.